# Come an' Get It
Come an' Get It es el quinto álbum de estudio de la banda británica de hard rock Whitesnake, publicado en 1981. 
Este trabajo fue el disco que ha obtenido la mejor posición en listados británicos para la banda para esa época, llegando al #2  y se mantuvo fuera del primer lugar por “Kings of the Wild Frontier” de Adam and the Ants.
"Don't Break My Heart Again"  y  "Would I Lie to You"  fueron publicados como sencillos, la primera alcanzó el  UK Top 20.
EMI remasterizó el CD en 2007 agregándole seis temas extras.

## Lista de canciones
| N.º | Título                       | Escritor(es)                                                       | Duración |  |
| 1.  | «Come an' Get It»            | David Coverdale                                                    | 3:58     |  |
| 2.  | «Hot Stuff»                  | Coverdale, Micky Moody                                             | 3:22     |  |
| 3.  | «Don't Break My Heart Again» | Coverdale                                                          | 4:01     |  |
| 4.  | «Lonely Days, Lonely Nights» | Coverdale                                                          | 4:14     |  |
| 5.  | «Wine, Women An' Song»       | Coverdale, Moody, Bernie Marsden, Neil Murray, Jon Lord, Ian Paice | 3:43     |  |
| 6.  | «Child of Babylon»           | Coverdale, Marsden                                                 | 4:50     |  |
| 7.  | «Would I Lie to You»         | Coverdale, Moody, Marsden                                          | 4:30     |  |
| 8.  | «Girl»                       | Coverdale, Marsden, Murray                                         | 3:54     |  |
| 9.  | «Hit an' Run»                | Coverdale, Moody, Marsden                                          | 3:21     |  |
| 10. | «Till the Day I Die»         | Coverdale                                                          | 4:27     |  |

## Bonus tracks  Edición 2007 remasterizada
| 2007 remastered bonus tracks |                                                            |                            |          |  |
| N.º                          | Título                                                     | Escritor(es)               | Duración |  |
| 11.                          | «Child of Babylon» (Alternate Rough Mix)                   | Coverdale, Marsden         | 4:28     |  |
| 12.                          | «Girl» (Alternate Version/Rough Mix)                       | Coverdale, Marsden, Murray | 4:07     |  |
| 13.                          | «Come an' Get It» (Rough Mix)                              | Coverdale                  | 3:59     |  |
| 14.                          | «Lonely Days, Lonely Nights» (Alternate Version/Rough Mix) | Coverdale                  | 4:13     |  |
| 15.                          | «Till the Day I Die» (Rough Mix)                           | Coverdale                  | 4:44     |  |
| 16.                          | «Hit an' Run» (Backing Track)                              | Coverdale, Moody, Marsden  | 3:18     |  |

## Personal
- David Coverdale – vocalista
- Micky Moody – guitarra, coros
- Bernie Marsden – guitarra, coros
- Jon Lord – teclados
- Neil Murray – bajo eléctrico
- Ian Paice – batería

## Listados

### Álbum
Billboard (Norteamérica)
| Año  | Lista         | Posición |
| ---- | ------------- | -------- |
| 1981 | Billboard 200 | 151      |